# Oscar Funcke
Oscar Funcke (17 de junho de 1885 – 6 de julho de 1965) foi um político alemão do Partido Democrático Liberal (FDP) e ex-membro do Bundestag alemão.

## Vida
Funcke ingressou no Bundestag alemão em 14 de setembro de 1951, quando sucedeu a Hermann Höpker-Aschoff como o primeiro presidente do Tribunal Constitucional Federal. A partir de 26 de fevereiro de 1953, foi vice-presidente do Conselho Consultivo para Acordos de Política Comercial do Bundestag. Foi deputado até ao final da primeira legislatura.

## Literatura
Herbst, Ludolf; Jahn, Bruno (2002).  Vierhaus, ed. Biographisches Handbuch der Mitglieder des Deutschen Bundestages. 1949–2002 (em alemão). München: De Gruyter - De Gruyter Saur. 1715 páginas. ISBN 978-3-11-184511-1